# Antoni Rovira i Virgili
Antoni Rovira i Virgili (Tarragona, 26 de noviembre de 1882-Perpiñán, 5 de diciembre de 1949) fue un periodista, lingüista y político español, militante de Esquerra Republicana de Catalunya y presidente del Parlamento de Cataluña en el exilio.

## Biografía

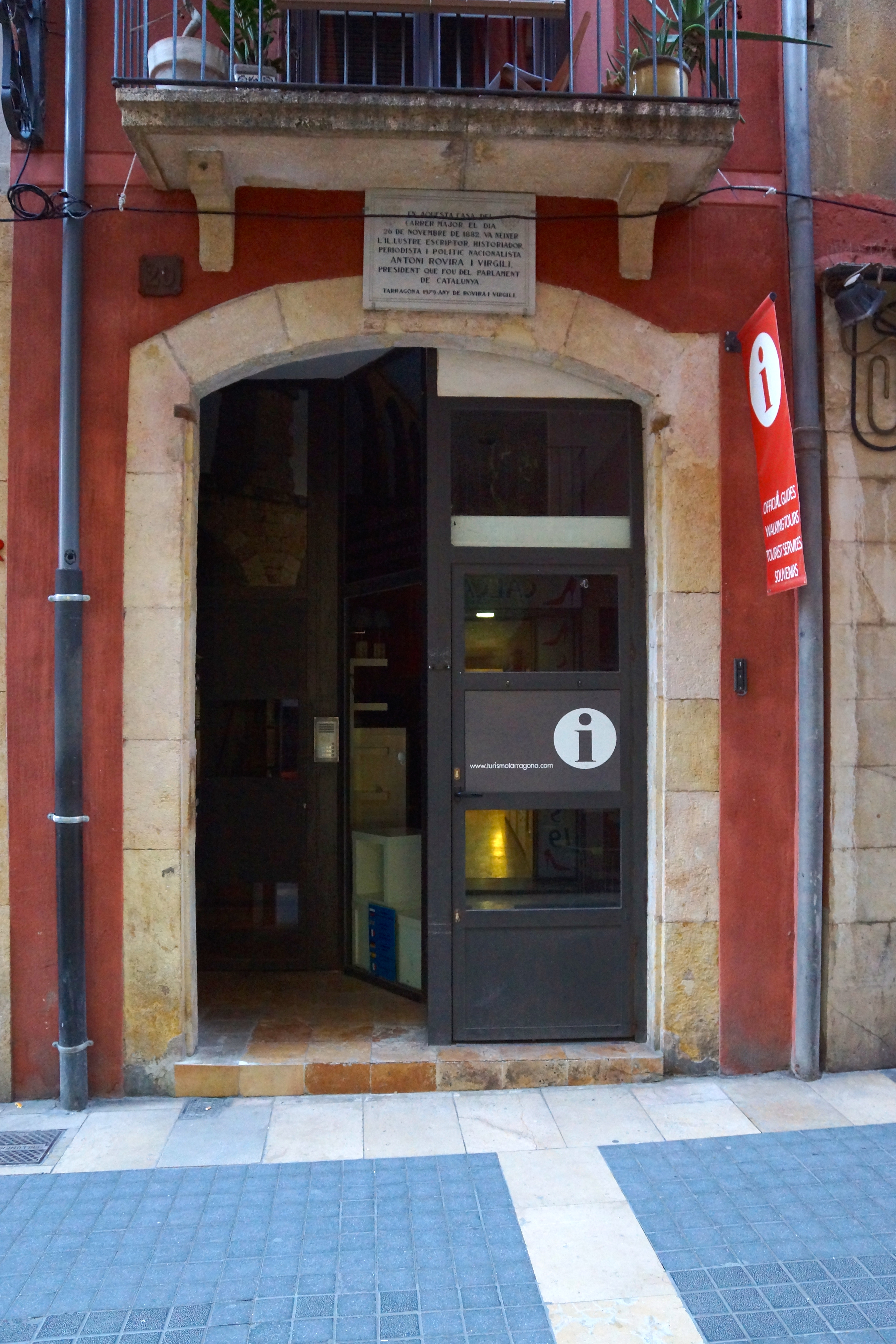
Entrada de su casa natal en Carrer Major, con una placa encima de la puerta.

Nacido en 1882 en Tarragona, Antoni Rovira i Virgili se instaló en Barcelona en 1900 para estudiar Derecho, carrera que solo acabaría quince años más tarde. Se casó después con Maria Comas, con quien se marchó a vivir al barrio barcelonés de Horta en 1916. Tuvo dos hijos: Teresa y Antoni.
Debido a su carrera política tuvo que huir una vez completada la ocupación franquista de Cataluña. Se exilió primero a Montpellier y más adelante a Perpiñán.
Narró el exilio en Francia desde una perspectiva personal en Els darrers dies de la Catalunya republicana. Memòries de l'èxode català (Los últimos días de la Cataluña republicana. Memorias del éxodo catalán). Escrito en 1939, se publicó por primera vez en Buenos Aires en 1940 con la revista Catalunya. Se han producido varias reediciones: Curial (1976), Prensa Catalana (1989) y Proa (1999). La última reedición la llevaron a cabo en 2014 A Contra Viento y Red de Palabras gracias a una campaña de micromecenazgo. El editor Quim Torra define la obra como «un ensayo a medio camino de un dietario y de un reportaje periodístico».
Como Rovira i Virgili, varios escritores también narraron lo que habían vivido en su propia piel durante la primera etapa del exilio en Francia en obras memorialísticas como De lluny i de prop (De lejos y de cerca) (1973), de Lluís Ferran de Pol, o L'exiliada (La exiliada) (1976), de Artur Bladé i Desumvila.

## Trayectoria periodística
Fue periodista y redactor en varias publicaciones, ya que era especialista en política extranjera y en historia de Cataluña. Colaboró, entre otros, en El Poble Català, L'Esquella de la Torratxa, La Mainada, La Nació, La Veu de Catalunya, La Publicitat, Mirador, La Humanitat i Meridià y fundó y dirigió la Revista de Catalunya (1924) y el diario La Nau (1927). En Tarragona fundó y dirigió el semanario federal La Avanzada. También colaboró en la revista aliadófila Iberia y redactó el «Manifiesto de los Catalanes», un documento de carácter francófilo. A partir de sus artículos en Iberia, publicó Les valors ideals de la guerra (Los valores ideales de la guerra) (1916).
Fue autor de muchos libros sobre el hecho nacional, entre los cuales hay que destacar la Història dels moviments nacionals (Historia de los movimientos nacionales), El nacionalismo catalán, Nacionalisme i federalisme (Nacionalismo y federalismo) y la monumental Història Nacional de Catalunya (Historia Nacional de Cataluña). En 1937 obtuvo el premio Valentí Almirall, concedido a la mejor recopilación de artículos periodísticos.

## Trayectoria política
Su actividad como político empezó con la fundación en Tarragona de la Juventud Federal. Tras unos años de militancia en la Unión Federal Nacionalista Republicana, la abandonó a raíz del Pacto de Sant Gervasi. El 15 de octubre de 1914 pronunció una conferencia en el Centro Autonomista de Dependientes del Comercio y de la Industria donde reivindicó «la necesidad que todo nacionalismo tenga una política internacional».
Colaboró con Enric Prat de la Riba en la Mancomunidad de Cataluña y fundó, en 1922, Acció Catalana, partido del que se separó por divergencias doctrinales. En el año 1930 fundó Acció Republicana de Catalunya y, finalmente, el 1932 ingresó en Esquerra Republicana de Catalunya.
Fue elegido diputado en el Parlamento de Cataluña, se convirtió en miembro de la Diputación Permanente, de las Comisiones permanentes de Peticiones, de Reforma del Reglamento, de Gobernación, de Cultura y de Justicia y Derecho, así como de las Comisiones de Reglamento Interior, de Constitución y de Ley Municipal.
El 1 de octubre de 1938 fue elegido vicepresidente primero del Parlamento, accediendo al cargo de presidente del mismo de forma interina cuando Josep Irla debió ocupar provisionalmente la Presidencia de la Generalidad de Cataluña, después del fusilamiento de Lluís Companys. Cuando acabó la guerra, se exilió a Francia (primero a la Villa Chinois de Montpellier y posteriormente a Perpiñán).
A finales de la Segunda Guerra Mundial formó parte, en Francia, del gobierno del presidente Irla, y en 1946 se instaló en Perpiñán, desde donde continuó escribiendo una serie de libros que se publicarían póstumamente. También escribió una serie de libros sobre la prehistoria de Cataluña.
Fue sepultado en el cementerio de Pertús.

## Lingüística
Antoni Rovira i Virgili condenó los nombres de las letras del abecedario a la castellana (efe, ele, eme, ene, ese) y les dio los nombres latinos (ef, el, me, en, es) divergiendo en este punto con Pompeu Fabra. Por otro lado, entre 1923 y 1928 defendió públicamente la lengua auxiliar internacional esperanto en varios artículos y editoriales de publicaciones como La Publicitat o La Nau. De hecho, esta referencia se encuentra también unos años antes en "El crim de Pere Poc", una de las narraciones de Episodios (1909), donde, según Magí Sunyer, aparecen varios hechos autobiográficos (un joven estudiante tarraconense de derecho en Barcelona, con dificultades económicas y que pasará un tiempo en prisión), ya que el protagonista "tiene una pasión noble, que constituye su único fanatismo: el esperanto".

## Obra
Narrativa breve
- Episodios. Barcelona: L'Avenç, 1909.
- Teatro de la natura. Sabadell: La Mirada, 1928.

Poesía
- La collita tardana. México, D. F.: Catalònia, 1947.
- La collita darrera. Poesia inèdita. Santa Coloma de Queralt: Obrador Edèndum, 2019.

Infantil y juvenil
- Historia de Catalunya. Barcelona: L'Ocell de Paper, 1933.
- L' 11 de Setembre del 1714 [Ilustraciones de Josep Obiols]. Barcelona: Generalidad de Cataluña, 1934.

Teatro
- Nova vida. Tarragona: E. Pàmies, 1905.

Crítica literaria o ensayo
- La Representació proporcional en el sufragi universal. Barcelona: Llibr. Española, 1910.
- Història dels moviments nacionalistes. Barcelona: Zoco. Catalana de Ed., 3 vol., 1912-1914.
- La nacionalització de Catalunya. Barcelona: Zoco. Catalana de Ed., 1914.
- La guerra de les nacions: historia documentada. Barcelona: Zoco. Catalana de Ed., 5 vol., 1914-1925.
- Debats sobre el catalanisme. Barcelona: Zoco. Catalana de Ed., 1915.
- El Nacionalismo catalán: su aspecto político, los hechos, las ideas y los hombres. Barcelona: Minerva, 1916.
- El nacionalisme. Barcelona: La Revista, 1916.
- Les valors ideals de la guerra. Barcelona: Zoco. Catalana de Ed., 1916.
- Nacionalisme i federalisme. Barcelona: Zoco. Catalana de Ed., 1917.
- La crisi del règim: crònica documentada dels darrers esdeveniments de la política espanyola. Barcelona: Editorial Catalana, 1918.

- Història de Rússia: des dels temps primitius fins als temps actuals. Barcelona: Editorial Catalana, 1919.
- Història nacional de Catalunya. Barcelona: Edicions Pàtria, 7 vol., 1922-1934.
- Els camins de la llibertat de Catalunya. Barcelona: La Publicitat, 1922.
- Guifré I. Barcelona: Barcino, 1926.
- Defensa de la democràcia. Barcelona: Fundació Valentí Almirall, 1930.
- Catalunya i la República. Barcelona: Llibr. Catalònia, 1931.
- La Constitució interior de Catalunya. Barcelona: Barcino, 1932.
- Els sistemes electorals. Barcelona: Barcino, 1932.
- El principi de les nacionalitats. Barcelona: Barcino, 1932.
- El Corpus de Sang (estudi històric). Barcelona: Barcino, 1932.
- Les muralles de Tarragona. Tarragona: Ajuntament, 1933.
- Resum d'història del catalanisme. Barcelona: Barcino, 1936.
- Pi i Maragall i Proudhon. Barcelona: Norma, 1936.
- Els darrers dies de la Catalunya republicana. Buenos Aires: Edicions de la Revista de Catalunya, 1940. Edición en castellano: Los últimos días de la Cataluña republicana, traducción, prólogo y notas de Andreu Navarra, Valencia: Base, 2016 ISBN 9788415706717
- Els corrents ideològics de la Renaixença catalana. Barcelona: Barcino, 1966.
- Catalunya i Espanya [a cargo de Jaume Sobrequés i Callicó]. Barcelona: La Magrana, 1988.
- La Renaixença [Ilustraciones de Madaula]. Barcelona: Abadía de Montserrat, 1990.
- L'Estat català. Estudi de dret públic [a cargo de Xavier Ferré Trill]. Tarragona: Universitat Rovira i Virgili, 2016.

## Obra traducida al inglés
En 2012 Publicacions URV editó la traducción de la obra In Defence of Democracy.

## Legado
En el barrio barcelonés de La Font d'en Fargues se conserva la Torre Maria, donde vivió antes de la guerra civil.
La biblioteca personal de Rovira i Virgili fue requisada y trasladada al Archivo General de la Guerra Civil, por las tropas franquistas el 1939. Su hija, la bibliotecaria Teresa Rovira i Comas luchó durante más de 30 años para conseguir la devolución de los documentos. Posteriormente, los legó a la Biblioteca de la Universidad que lleva su nombre.

## Reconocimientos
- El nombre del Premio Rovira i Virgili, de los Premios Literarios Ciutat de Tarragona, es una muestra de homenaje y reconocimiento. Se convocó por primera vez en 1984 y, posteriormente, entre los años 1991 y 2010.
- Desde el año 1991 la universidad pública del Campo de Tarragona, y posteriormente también de las Tierras del Ebro, lleva su nombre: Universidad Rovira i Virgili (URV).
- Varias localidades catalanas como Tarragona, Barcelona o Reus lo recuerdan con el nombre de una calle.